# نووه لوکووو
نووه لوکووو (به لاتین: Nowe Lewkowo) یک روستا در لهستان است که در گمینا ناروکا واقع شده‌است. نووه لوکووو ۳۰۰ نفر جمعیت دارد.